# Hetaeria alta
Hetaeria alta är en orkidéart som beskrevs av Henry Nicholas Ridley. Hetaeria alta ingår i släktet Hetaeria och familjen orkidéer. Inga underarter finns listade i Catalogue of Life.